# 小痴楽の楽屋ぞめき
小痴楽の楽屋ぞめき（こちらくのがくやぞめき）は、NHKラジオ第1放送で2023年4月9日より、毎週日曜日13:05〜13:55に放送されているラジオ番組。パーソナリティーは三代目 柳亭小痴楽。
2022年8月25日と11月3日に、パイロット版「小痴楽のシブラジ」が放送されている。出演は柳亭小痴楽、立川吉笑（8月）、瀧川鯉八（11月）、九龍ジョー。

## 概要
落語家若手真打のトップランナー、柳亭小痴楽が仲間たちと「ぞめく」落語トークバラエティ。寄席の楽屋で騒いでいるという設定。

## 出演者

### レギュラー
- 三代目 柳亭小痴楽

### 月替わりレギュラー
- 若手真打・二つ目1名（番組では「ヒザ（膝）前」と呼ばれる。寄席の番組ではトリの演者の前、色物の前に出演する落語家のことを指す[1]。実力がある小痴楽の後輩の落語家・講談師などが配される）
- 二ツ目１名（落語家としての実際は二ツ目だが、番組中では「立前座」という立場でお知らせを読んだり番組を進行させる。話題が逸れそうになったりした時には、脇に置かれた太鼓を叩いて注意を促す）

| 放送月     | 真打（ヒザ前） | 二ツ目（立前座） | 備考                                                                                       |
| ---------- | -------------- | ---------------- | ------------------------------------------------------------------------------------------ |
| 2023年4月  | 瀧川鯉八       | 春風亭一花       |                                                                                            |
| 2023年5月  | 柳亭小燕枝     | 春風亭与いち     |                                                                                            |
| 2023年6月  | 春風亭昇也     | 昔昔亭昇         |                                                                                            |
| 2023年7月  | 立川吉笑       | 春風亭かけ橋     |                                                                                            |
| 2023年9月  | 春風亭柳枝     | 金原亭小駒       |                                                                                            |
| 2023年10月 | 瀧川鯉八       | 柳亭信楽         |                                                                                            |
| 2023年11月 | 春風亭昇々     | 三遊亭美よし     |                                                                                            |
| 2023年12月 | 蝶花楼桃花     | 林家あずみ       | 立前座のあずみは太鼓は使用せず、三味線を演奏。                                             |
| 2024年1月  | 立川吉笑       | 春風亭昇羊       |                                                                                            |
| 2024年2月  | 立川小春志     | 立川かしめ       |                                                                                            |
| 2024年3月  | 田辺いちか     | 金原亭馬久       |                                                                                            |
| 2024年4月  | 春風亭柳枝     | 春風亭昇りん     |                                                                                            |
| 2024年5月  | 春風亭昇也     | 三遊亭兼太郎     | 兼太郎が円楽一門会所属のため、26日の「芸協らくごまつり」会場での生放送には登場していない。 |
| 2024年6月  | 三遊亭わん丈   | 林家きよ彦       |                                                                                            |
| 2024年7月  | 錦笑亭満堂     | 三遊亭鳳月       |                                                                                            |
| 2024年9月  | 瀧川鯉八       | 春風亭一花       |                                                                                            |
| 2024年10月 | 弁財亭和泉     | 三遊亭美よし     |                                                                                            |
| 2024年11月 | 立川吉笑       | 春風亭かけ橋     |                                                                                            |
| 2024年12月 | 笑福亭べ瓶     | 桂九ノ一         |                                                                                            |
| 2025年1月  | 桂二葉         | 春風亭一花       |                                                                                            |
| 2025年2月  | 柳亭小燕枝     | 三遊亭遊子       |                                                                                            |
| 2025年3月  | (週替わり）    | 林家彦三         |                                                                                            |
| 2025年4月  | 春風亭柳枝     | 三遊亭ごはんつぶ |                                                                                            |
| 2025年5月  | 春風亭昇也     | 春風亭かけ橋     |                                                                                            |
| 2025年6月  | 立川吉笑       | 三遊亭ふう丈     | 吉笑はこの月の放送初回の1日付で真打昇進。                                                  |
| 2025年7月  | 春風亭柳雀     | 柳亭信楽         |                                                                                            |

- 2023年8月は全国高校野球選手権大会中継のため通常回は休止。試合がなかった8月20日は放送第1回（2023年4月2日）、27日は第2回（4月9日）を再放送した。2024年8月も同じように通常回は休止となった。
- 2025年1月12日は全国女子駅伝の中継のため休止。
- 2025年3月22日・30日は全国高校野球選手権大会中継のため休止。
- 2025年5月3日は特番のため休止。
- 2025年6月15日・22日は特番のため休止。

### 不定期回・特番
- 月替わりレギュラーは原則月4回の出演のため、第5週がある月は別途ヒザ前・立前座役を招いたり、再放送を行う。

| 放送日        | 真打（ヒザ前） | 二ツ目（立前座） | 備考                                                                                 |
| ------------- | -------------- | ---------------- | ------------------------------------------------------------------------------------ |
| 2023年7月30日 | 桂二葉         | 春風亭一花       | 2024年3月17日に再放送。2024年3月30日にこの二人で「一花・二葉はなしをしよう」を放送。 |
| 2023年10月1日 | 瀧川鯉八       | 春風亭一花       | 2023年4月23日の再放送                                                                |
| 2024年6月30日 | 春風亭柳枝     | 金原亭小駒       | 2023年9月17日の再放送（ゲスト：五街道雲助）                                          |
| 2024年9月29日 | 瀧川鯉八       | 春風亭一花       | 2023年4月16日の再放送（ゲスト：三遊亭萬橘）                                          |

- 2024年1月1日は月曜日だが15：05～16：55まで初笑いスペシャルを放送（途中ニュースで中断有）、ただし16：10に発生した令和6年能登半島地震の緊急地震速報の影響で番組の第二部が中断。第二部はNHKネットラジオ らじる★らじるでの再配信も無し。初笑いスペシャルは１月28日に一部・二部通して再放送した。
- 2024年5月26日は、この日芸能花伝舎（東京・新宿）で開催中の芸協らくごまつりの会場内の特設スタジオから13：05～14：55までの初の生放送となった（途中ニュース中断有）[4]。この回のヒザ前は春風亭昇也、立前座は春風亭かけ橋。落語芸術協会のメンバーがスタジオに入れ替わりに顔を出し、桂小すみのジングルも生演奏された。2025年5月25日にも同じく芸能花伝舎からの放送となった。
- 2025年5月25日放送回も、前年と同じヒザ前・立前座で芸協らくごまつり会場からの生中継となった。
- 2024年7月14日は、直前に発生した米国ドナルド・トランプ暗殺未遂事件でニュースが延長されたため、予告なく放送時間が14：05～14：55に変更された。
- 2024年9月15日分の「しんきょうはいかがですか」では、前日（9月14日）放送の「真打ち競演」について語っているが、実際の放送は自民党総裁選公開討論会生中継のため急きょ中止になっているので、コーナー前に男性アナウンサーがお断りのアナウンスを入れた。
- 2024年11月10日・17日は「真打ち競演」を収録している平川市文化センターの楽屋で収録[4]、出演者の役回りが通常の回とは異なる構成となった[5]。進行役はサンキュータツオ、ゲストは三遊亭遊雀・隅田川馬石（10日）、米粒写経・タブレット純（17日）。
- 2025年1月5日はNHK総合「よせによせ」（2025年1月26日放送）を収録中の木馬亭の楽屋での録音。
- 2025年1月12日は全国女子駅伝の中継のため休止。
- 2025年3月2日・9日・16日は福島県本宮市で開催された「真打ち競演」の楽屋で収録。立前座は林家彦三、2日ゲストはねづっち・玉川太福、9日ゲストは橘家圓太郎・蝶花楼桃花。16日はヒザ前を置かず、林家彦三と年度内のトーク選集。
- 2025年7月25日は特番のため休止。

### ゲスト
原則スタジオに登場した出演者のみ。

#### 大看板ゲスト
| 放送回               | ゲスト              | 備考                                                                                |
| -------------------- | ------------------- | ----------------------------------------------------------------------------------- |
| 2023年4月16日        | 四代目 三遊亭萬橘   |                                                                                     |
| 2023年5月14日        | 柳家三三            |                                                                                     |
| 2023年6月4日         | マグナム小林        | 「いろどるカラフル」に登場。                                                        |
| 2023年6月18日        | 三遊亭遊雀          |                                                                                     |
| 2023年7月9日         | 三遊亭兼好          |                                                                                     |
| 2023年9月17日        | 六代目 五街道雲助   | この回の放送終了直後、14時からEテレで放送された「カラーで蘇る古今亭志ん生」に出演。 |
| 2023年10月23日       | 瀧川鯉昇            |                                                                                     |
| 2023年11月19日       | 林家彦いち          |                                                                                     |
| 2023年12月17日       | 三遊亭萬橘          | 番組通しで出演。                                                                    |
| 2024年1月1日（28日） | 玉川太福            | 第二部に出演。緊急地震速報のため出演前に番組が中断、28日に再放送。                  |
| 2024年1月7日         | 立川志の春          |                                                                                     |
| 2024年2月18日        | 立川生志            |                                                                                     |
| 2024年3月17日        | 三代目 神田松鯉     |                                                                                     |
| 2024年4月7日・14日   | 春風亭昇太          | 番組通しで出演。初の2週連続出演ゲスト。                                             |
| 2024年5月11日        | ねづっち            | 「いろどるカラフル」に登場。                                                        |
| 2024年6月16日        | 林家きく麿          |                                                                                     |
| 2024年9月1日         | 桂米助              | 8月1日に死去した桂米丸を追悼。                                                      |
| 2024年9月8日         | 柳家喬太郎          |                                                                                     |
| 2024年10月13日       | 柳家小八            | この日のヒザ前は弁財亭和泉（小八の妻）。夫婦共演となった。                          |
| 2024年12月15日       | 古今亭文菊          |                                                                                     |
| 2025年2月23日        | 三遊亭小遊三        |                                                                                     |
| 2025年4月13日        | 入船亭扇遊          |                                                                                     |
| 2025年5月18日        | 桂小すみ            | 「いろどるカラフル」に登場。                                                        |
| 2025年6月8日         | 立川談笑            | ヒザ前の吉笑の師匠。                                                                |
| 2025年7月13日        | 古今亭今輔（6代目） |                                                                                     |
| 2025年7月20日        | 玉川太福            |                                                                                     |

#### コーナーゲスト
| 放送日        | ゲスト                       | 備考 |
| ------------- | ---------------------------- | --- |
| 2023年4月23日 | 桂宮治                       | 「しんきょうはいかがですか」に登場。                                                                           |
| 2023年5月7日  | 柳亭明楽、桂翔丸、春風亭吉好 | 落語芸術協会新真打。「落語の国のアリンス」コーナーに登場。                                                     |
| 2024年3月3日  | 林家つる子                   | 落語協会新真打。番組通しで登場。                                                                               |
| 2024年6月9日  | 立川がじら                   | 「落語トピック in カルチャー」コーナーに登場（録音）。落語「死神」を原案にした手塚治虫の漫画を落語として口演。 |
| 2024年9月22日 | 入船亭扇遊                   | NEXT名人寄席のコメント収録でNHKに来ていてサプライズでエンディングに乱入、出演者が動揺。                        |
| 2024年11月3日 | 桂三実                       | NHK新人落語大賞受賞者。受賞作「早口言葉が邪魔をする」の解説と変遷。                                            |
| 2024年12月1日 | 笑福亭希光                   | 浅草演芸ホール「カデンツァ新喜劇」（12/6～10）のPRのため登場。                                                 |

#### レギュラーゲスト・その他
- 九龍ジョー（月１回「落語トピックinカルチャー」）
- 番組オープニング・エンディング・コーナー音楽は、桂小すみが手掛けている。ハイテクニックなフレーズに、よく小痴楽が口にするフレーズが「桂小すみの無駄遣い」。2025年5月18日にゲスト出演、番組のために作成した音楽が大量に流れた。

## コーナー
- しんきょうはいかがですか - 過去の「真打ち競演（しんうちきょうえん＝しんきょう）」や収録して放送できなかった内容、過去NHKで収録した音源、楽屋で収録したインタビューなどを放送。そのうち何本かは月末の放送回で全編放送する。
- あの師匠を褒めまくろう - １人の先輩芸人を紹介、エピソードと共に高座の録音や録画[6]を再生してとにかく褒めまくる。
- 大看板のOH一番 - 大看板ゲストに、一番緊張した思い出の高座などを聞く。
- 落語の国のアリンス - 「山田全自動と林家はな平の落語あるある」から、各自のあるあるネタを語る。
- ここを聴いてねこの落語 - 出演者が聴いてほしい他の演者の高座の音源とその魅力を紹介する。
- 落語トピックinカルチャー - 九龍ジョーが、落語に関連した社会の話題やそれにまつわるNHKの過去の映像・音源を紹介する。
- いろどるカラフル - 寄席の色物の出演者ゲストを紹介する。
- この後話芸はEテレで - 番組終了後にEテレで放送される「日本の話芸」の演目・演者についての思い出や詳細を放送する。第一回は三遊亭小遊三「鮑のし」（2024年11月24日）。テレビではカットされた小遊三のコメントをフルバージョンで放送した。
- RCコレクション ぼくの好きな先生 - 今までに小痴楽が接してきた大看板の師匠とのエピソードを語る。タイトルはRCサクセション「ぼくの好きな先生」から。RCは「RAKUGO-KA CHARACTER」の略。
- 特にコーナー名はついていないが、大看板ゲストを招いた時に、ゲストが過去にNHKテレビ・ラジオに登場した時の音源や映像（落語とは限らない）[6]を再生、その時のエピソードを語ってもらうことがある。
- 月末の放送回は、その月に話題に上がって一部が放送された高座を全編通しで放送することが多い。
- エンディングでは、テレビ・ラジオやらじるらじるやNHKプラスで視聴や聴取が可能な日本の話芸・真打ち競演・演芸図鑑の直近の放送予定を立前座が紹介する[7]。